# フィウミチェッロ
フィウミチェッロ（イタリア語: Fiumicello）は、イタリア共和国フリウリ＝ヴェネツィア・ジュリア州ウーディネ県に存在した、人口約5,000人の基礎自治体（コムーネ）。
2018年2月1日にヴィッラ・ヴィチェンティーナと合併してフィウミチェッロ・ヴィッラ・ヴィチェンティーナの一部となった。

## 地理

### 位置・広がり

#### 隣接コムーネ
隣接するコムーネは以下の通り。括弧内のGOはゴリツィア県所属を示す。
- アクイレイア
- グラード (GO)
- ルーダ
- サン・カンツィアン・ディゾンツォ (GO)
- トゥッリアーコ (GO)
- ヴィッラ・ヴィチェンティーナ

## 姉妹都市
- ル・タンプル＝シュル＝ロット、フランス